# NBA All-Star Game
Pour les articles homonymes, voir All Star.

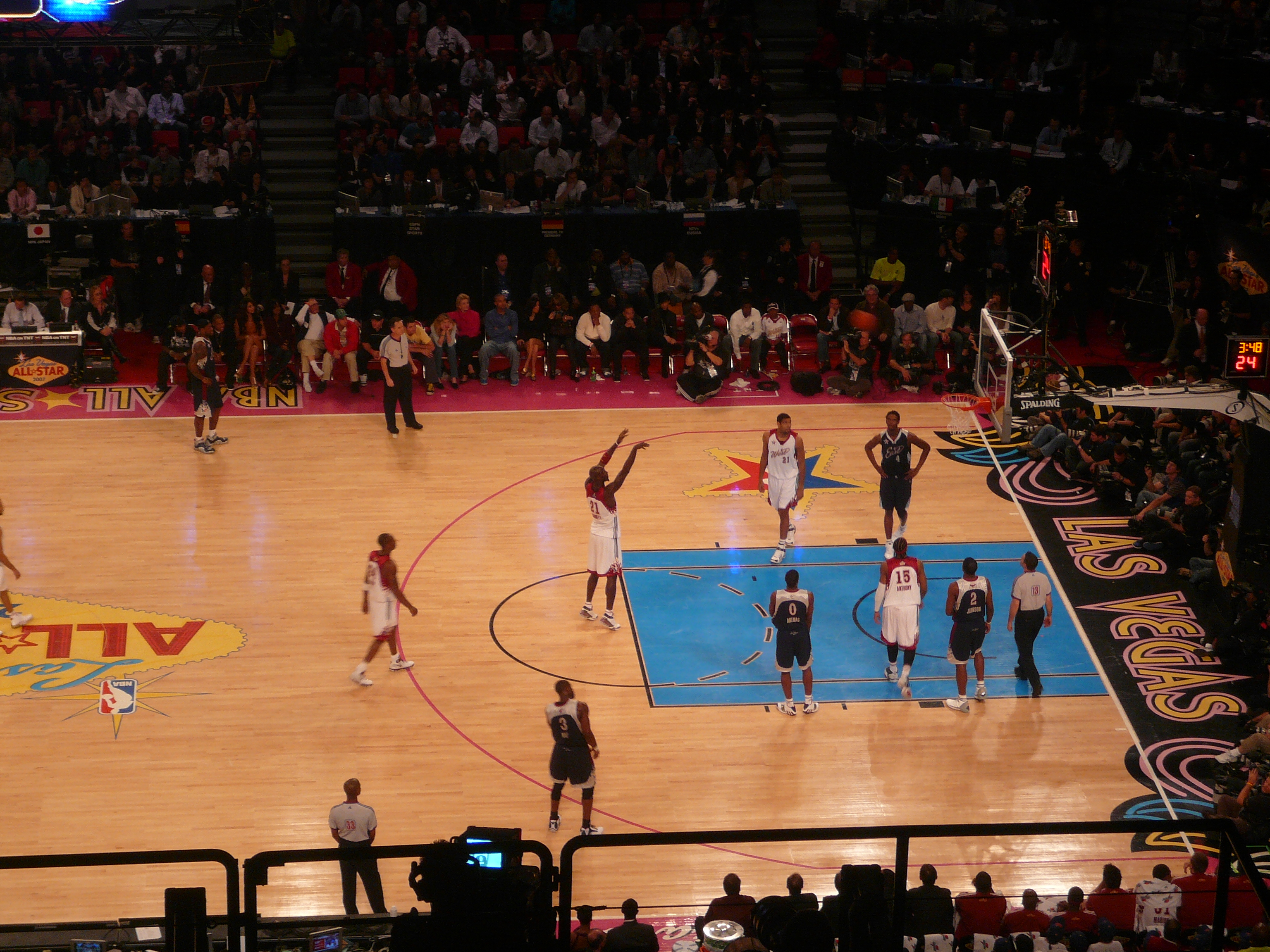
Le NBA All-Star Game 2007.

Le NBA All-Star Game, ou Match des étoiles de la NBA, est un match annuel de basket-ball opposant historiquement les meilleurs joueurs des Conférences Est et Ouest de la NBA. Autour de cet événement, la NBA a mis en place un véritable week-end de festivités : le NBA All-Star Week-end. 
Chaque joueur sélectionné au moins une fois au All-Star Game reçoit le qualificatif de All-Star.
Le premier All-Star Game de l'histoire a été organisé le 2 mars 1951 au Boston Garden.

## Sélection des joueurs
Traditionnellement, le cinq majeur des deux conférences est élu à travers les votes des fans partout dans le monde. Internet est devenu le mode principal de vote, mais durant les décennies précédentes le format papier était le plus répandu, les bulletins de vote distribués dans les magasins partenaires de la NBA.
Sur ce bulletin, doivent être nommés 5 joueurs par Conférence : 2 ailiers, 2 arrières et 1 pivot, parmi une liste prédéfinie d'environ cent joueurs. Le votant peut choisir un seul joueur non-présent sur le bulletin. Les remplaçants de chaque conférence sont choisis par l'ensemble des entraîneurs de la NBA. Ceux-ci n'ont cependant pas le droit de voter pour un joueur de leur propre équipe. Si un joueur est blessé et ne peut pas participer, c'est le commissaire de la NBA qui désigne le remplaçant.
L'entraîneur de chaque Conférence est celui présentant le meilleur bilan dans chaque Conférence (Est et Ouest) deux semaines avant le NBA All Star Week End. Un entraîneur ne peut cependant pas diriger une équipe au All-Star Game deux années de suite en vertu de la « règle Riley » appelée ainsi en raison de l'entraîneur Pat Riley, entraîneur des Lakers à l'époque, qui fut durant huit années consécutives (1982 à 1990), entraîneur de l'équipe de l'Ouest. Dans le cas où un entraîneur obtient le meilleur bilan avec son équipe deux années de suite, c'est l'entraîneur de l'équipe classée deuxième de la Conférence qui sera nommé.
L'élection du cinq majeur par les fans fait parfois l'objet de contestations de la part des spécialistes : les fans ayant tendance à choisir des joueurs plus populaires qu'efficaces. À plusieurs reprises, un joueur blessé tout au long de la saison a tout de même été élu par le public.
Par exemple, en 2003, le pivot chinois Yao Ming a bénéficié du soutien massif de ses compatriotes et a ainsi glané le poste de pivot titulaire au détriment de Shaquille O'Neal qui avait pourtant de meilleures statistiques individuelles et qui évoluait dans une équipe présentant un meilleur bilan. Ou encore en 2009, Yi Jianlian est classé 3e aux nombres de votes pour les ailiers à l'est devant des joueurs comme Chris Bosh ou Paul Pierce, les deux ayant de meilleures statistiques que lui, Pierce étant aussi le MVP des finales 2008.
De 2018 à 2023, le match n'opposait pas les meilleurs joueurs de l'Ouest contre ceux de l'Est mais deux sélections de joueurs établis par deux capitaines désignés (LeBron James et Stephen Curry en 2018). Les deux joueurs choisissaient donc les membres de leur équipe parmi les joueurs sélectionnés par le vote du public.

## Palmarès du All-Star Game
Les All-Stars de la Conférence Est mènent 38 victoires à 26 face aux All-Stars de la Conférence Ouest.
| Année | Salle                                                                                                  | Ville                                                                                                  | Vainqueur                                                                                              | Score                                                                                                  | Score                                                                                                  | Adversaire                                                                                             | MVP |
| ----- | --- | --- | --- | --- | --- | --- | --- |
| 1951  | Boston Garden                                                                                          | Boston                                                                                                 | Est | 111 | 94 | Ouest                                                                                                  | Ed Macauley, Celtics de Boston                                                                         |
| 1952  | Boston Garden (2)                                                                                      | Boston (2)                                                                                             | Est | 108 | 91 | Ouest                                                                                                  | Paul Arizin, Warriors de Philadelphie                                                                  |
| 1953  | Allen County War Memorial Coliseum                                                                     | Fort Wayne                                                                                             | Ouest                                                                                                  | 79 | 75 | Est | George Mikan, Lakers de Minneapolis                                                                    |
| 1954  | Madison Square Garden (1925)**                                                                         | New York                                                                                               | Ouest                                                                                                  | 98 | 93 | Est | George Mikan (2), Celtics de Boston                                                                    |
| 1955  | Madison Square Garden (1925)** (2)                                                                     | New York (2)                                                                                           | Est | 100 | 91 | Ouest                                                                                                  | Bill Sharman, Celtics de Boston                                                                        |
| 1956  | Rochester War Memorial Coliseum                                                                        | Rochester                                                                                              | Ouest                                                                                                  | 108 | 94 | Est | Bob Pettit, Hawks de St. Louis                                                                         |
| 1957  | Boston Garden (3)                                                                                      | Boston (3)                                                                                             | Est | 109 | 97 | Ouest                                                                                                  | Bob Cousy, Celtics de Boston                                                                           |
| 1958  | St. Louis Arena                                                                                        | Saint Louis                                                                                            | Est | 130 | 118 | Ouest                                                                                                  | Bob Pettit (2), Hawks de St. Louis                                                                     |
| 1959  | Olympia Stadium                                                                                        | Détroit                                                                                                | Ouest                                                                                                  | 124 | 108 | Est | Elgin Baylor, Lakers de Minneapolis Bob Pettit (3), Hawks de St. Louis                                 |
| 1960  | Convention Hall                                                                                        | Philadelphie                                                                                           | Est | 125 | 115 | Ouest                                                                                                  | Wilt Chamberlain, Warriors de Philadelphie                                                             |
| 1961  | Onondaga County War Memorial Coliseum                                                                  | Syracuse                                                                                               | Ouest                                                                                                  | 153 | 131 | Est | Oscar Robertson, Royals de Cincinnati                                                                  |
| 1962  | St. Louis Arena (2)                                                                                    | Saint Louis (2)                                                                                        | Ouest                                                                                                  | 150 | 130 | Est | Bob Pettit (4), Hawks de St. Louis                                                                     |
| 1963  | LA Sports Arena                                                                                        | Los Angeles                                                                                            | Est | 115 | 108 | Ouest                                                                                                  | Bill Russell, Boston Celtics                                                                           |
| 1964  | Boston Garden (4)                                                                                      | Boston (4)                                                                                             | Est | 111 | 107 | Ouest                                                                                                  | Oscar Robertson (2), Royals de Cincinnati                                                              |
| 1965  | St. Louis Arena (3)                                                                                    | Saint Louis (3)                                                                                        | Est | 124 | 123 | Ouest                                                                                                  | Jerry Lucas, Royals de Cincinnati                                                                      |
| 1966  | Cincinnati Gardens                                                                                     | Cincinnati                                                                                             | Est | 137 | 94 | Ouest                                                                                                  | Adrian Smith, Royals de Cincinnati                                                                     |
| 1967  | Cow Palace                                                                                             | Daly City                                                                                              | Ouest                                                                                                  | 135 | 120 | Est | Rick Barry, Warriors de San Francisco                                                                  |
| 1968  | Madison Square Garden (1925)** (3)                                                                     | New York (3)                                                                                           | Est | 144 | 124 | Ouest                                                                                                  | Hal Greer, 76ers de Philadelphie                                                                       |
| 1969  | Baltimore Civic Center                                                                                 | Baltimore                                                                                              | Est | 123 | 112 | Ouest                                                                                                  | Oscar Robertson (3), Royals de Cincinnati                                                              |
| 1970  | The Spectrum                                                                                           | Philadelphie (2)                                                                                       | Est | 142 | 135 | Ouest                                                                                                  | Willis Reed, Knicks de New York                                                                        |
| 1971  | San Diego Sports Arena                                                                                 | San Diego                                                                                              | Ouest                                                                                                  | 108 | 107 | Est | Lenny Wilkens, SuperSonics de Seattle                                                                  |
| 1972  | The Forum                                                                                              | Inglewood                                                                                              | Ouest                                                                                                  | 112 | 110 | Est | Jerry West, Lakers de Los Angeles                                                                      |
| 1973  | Chicago Stadium                                                                                        | Chicago                                                                                                | Est | 104 | 84 | Ouest                                                                                                  | Dave Cowens, Celtics de Boston                                                                         |
| 1974  | Seattle Center Coliseum                                                                                | Seattle                                                                                                | Ouest                                                                                                  | 134 | 123 | Est | Bob Lanier, Pistons de Détroit                                                                         |
| 1975  | Arizona Veterans Memorial Coliseum                                                                     | Phoenix                                                                                                | Est | 108 | 102 | Ouest                                                                                                  | Walt Frazier, Knicks de New York                                                                       |
| 1976  | The Spectrum (2)                                                                                       | Philadelphie (3)                                                                                       | Est | 123 | 109 | Ouest                                                                                                  | Dave Bing, Bullets de Washington                                                                       |
| 1977  | Milwaukee Arena                                                                                        | Milwaukee                                                                                              | Ouest                                                                                                  | 125 | 124 | Est | Julius Erving, 76ers de Philadelphie                                                                   |
| 1978  | Omni Coliseum                                                                                          | Atlanta                                                                                                | Est | 133 | 125 | Ouest                                                                                                  | Randy Smith, Braves de Buffalo                                                                         |
| 1979  | Pontiac Silverdome                                                                                     | Pontiac†                                                                                               | Ouest                                                                                                  | 134 | 129 | Est | David Thompson, Nuggets de Denver                                                                      |
| 1980  | Capital Centre                                                                                         | Landover                                                                                               | Est | 144 | 136 | Ouest                                                                                                  | George Gervin, Spurs de San Antonio                                                                    |
| 1981  | Coliseum at Richfield                                                                                  | Richfield                                                                                              | Est | 123 | 120 | Ouest                                                                                                  | Nate Archibald, Celtics de Boston                                                                      |
| 1982  | Brendan Byrne Arena                                                                                    | East Rutherford                                                                                        | Est | 120 | 118 | Ouest                                                                                                  | Larry Bird, Celtics de Boston                                                                          |
| 1983  | The Forum (2)                                                                                          | Inglewood (2)                                                                                          | Est | 132 | 123 | Ouest                                                                                                  | Julius Erving (2), 76ers de Philadelphie                                                               |
| 1984  | McNichols Sports Arena                                                                                 | Denver                                                                                                 | Est | 154 | 145 | Ouest                                                                                                  | Isiah Thomas, Pistons de Détroit                                                                       |
| 1985  | Hoosier Dome                                                                                           | Indianapolis†                                                                                          | Ouest                                                                                                  | 140 | 129 | Est | Ralph Sampson, Rockets de Houston                                                                      |
| 1986  | Reunion Arena                                                                                          | Dallas                                                                                                 | Est | 139 | 132 | Ouest                                                                                                  | Isiah Thomas (2), Pistons de Détroit                                                                   |
| 1987  | Kingdome                                                                                               | Seattle † (2)                                                                                          | Ouest                                                                                                  | 154 | 149 | Est | Tom Chambers, SuperSonics de Seattle                                                                   |
| 1988  | Chicago Stadium (2)                                                                                    | Chicago (2)                                                                                            | Est | 138 | 133 | Ouest                                                                                                  | Michael Jordan, Bulls de Chicago                                                                       |
| 1989  | Astrodome                                                                                              | Houston †                                                                                              | Ouest                                                                                                  | 143 | 134 | Est | Karl Malone, Jazz de l'Utah                                                                            |
| 1990  | Miami Arena                                                                                            | Miami                                                                                                  | Est | 130 | 113 | Ouest                                                                                                  | Magic Johnson, Lakers de Los Angeles                                                                   |
| 1991  | Charlotte Coliseum,                                                                                    | Charlotte                                                                                              | Est | 116 | 114 | Ouest                                                                                                  | Charles Barkley, 76ers de Philadelphie                                                                 |
| 1992  | Orlando Arena                                                                                          | Orlando                                                                                                | Ouest                                                                                                  | 153 | 113 | Est | Magic Johnson (2), Lakers de Los Angeles                                                               |
| 1993  | Delta Center                                                                                           | Salt Lake City                                                                                         | Ouest                                                                                                  | 135 | 132 | Est | Karl Malone (2), Jazz de l'Utah John Stockton, Jazz de l'Utah                                          |
| 1994  | Target Center                                                                                          | Minneapolis                                                                                            | Est | 127 | 118 | Ouest                                                                                                  | Scottie Pippen, Bulls de Chicago                                                                       |
| 1995  | America West Arena                                                                                     | Phoenix (2)                                                                                            | Ouest                                                                                                  | 139 | 112 | Est | Mitch Richmond, Kings de Sacramento                                                                    |
| 1996  | Alamodome                                                                                              | San Antonio                                                                                            | Est | 129 | 118 | Ouest                                                                                                  | Michael Jordan (2), Bulls de Chicago                                                                   |
| 1997  | Gund Arena                                                                                             | Cleveland                                                                                              | Est | 132 | 120 | Ouest                                                                                                  | Glen Rice, Hornets de Charlotte                                                                        |
| 1998  | Madison Square Garden***                                                                               | New York (4)                                                                                           | Est | 135 | 114 | Ouest                                                                                                  | Michael Jordan (3), Bulls de Chicago                                                                   |
| 1999  | Match annulé, pour cause de Lockout Le match aurait dû se jouer au Wells Fargo Center de Philadelphie. | Match annulé, pour cause de Lockout Le match aurait dû se jouer au Wells Fargo Center de Philadelphie. | Match annulé, pour cause de Lockout Le match aurait dû se jouer au Wells Fargo Center de Philadelphie. | Match annulé, pour cause de Lockout Le match aurait dû se jouer au Wells Fargo Center de Philadelphie. | Match annulé, pour cause de Lockout Le match aurait dû se jouer au Wells Fargo Center de Philadelphie. | Match annulé, pour cause de Lockout Le match aurait dû se jouer au Wells Fargo Center de Philadelphie. | Match annulé, pour cause de Lockout Le match aurait dû se jouer au Wells Fargo Center de Philadelphie. |
| 2000  | Oakland Arena                                                                                          | Oakland                                                                                                | Ouest                                                                                                  | 137 | 126 | Est | Tim Duncan, Spurs de San Antonio Shaquille O'Neal, Lakers de Los Angeles                               |
| 2001  | MCI Center                                                                                             | Washington                                                                                             | Est | 111 | 110 | Ouest                                                                                                  | Allen Iverson, 76ers de Philadelphie                                                                   |
| 2002  | First Union Center                                                                                     | Philadelphie (4)                                                                                       | Ouest                                                                                                  | 135 | 120 | Est | Kobe Bryant, Lakers de Los Angeles                                                                     |
| 2003  | Philips Arena                                                                                          | Atlanta (2)                                                                                            | Ouest                                                                                                  | 155 | 145 | Est | Kevin Garnett, Timberwolves du Minnesota                                                               |
| 2004  | Staples Center                                                                                         | Los Angeles (2)                                                                                        | Ouest                                                                                                  | 136 | 132 | Est | Shaquille O'Neal (2), Lakers de Los Angeles                                                            |
| 2005  | Pepsi Center                                                                                           | Denver (2)                                                                                             | Est | 125 | 115 | Ouest                                                                                                  | Allen Iverson (2), 76ers de Philadelphie                                                               |
| 2006  | Toyota Center                                                                                          | Houston (2)                                                                                            | Est | 122 | 120 | Ouest                                                                                                  | LeBron James, Cavaliers de Cleveland                                                                   |
| 2007  | Thomas & Mack Center                                                                                   | Las Vegas                                                                                              | Ouest                                                                                                  | 153 | 132 | Est | Kobe Bryant (2), Lakers de Los Angeles                                                                 |
| 2008  | New Orleans Arena                                                                                      | La Nouvelle-Orléans                                                                                    | Est | 134 | 128 | Ouest                                                                                                  | LeBron James (2), Cavaliers de Cleveland                                                               |
| 2009  | US Airways Center (2)                                                                                  | Phoenix (3)                                                                                            | Ouest                                                                                                  | 146 | 119 | Est | Kobe Bryant (3), Lakers de Los Angeles Shaquille O'Neal (3), Suns de Phoenix                           |
| 2010  | Cowboys Stadium                                                                                        | Arlington †                                                                                            | Est | 141 | 139 | Ouest                                                                                                  | Dwyane Wade, Heat de Miami                                                                             |
| 2011  | Staples Center (2)                                                                                     | Los Angeles (3)                                                                                        | Ouest                                                                                                  | 148 | 143 | Est | Kobe Bryant (4), Lakers de Los Angeles                                                                 |
| 2012  | Amway Center                                                                                           | Orlando (2)                                                                                            | Ouest                                                                                                  | 152 | 149 | Est | Kevin Durant, Thunder d'Oklahoma City                                                                  |
| 2013  | Toyota Center (2)                                                                                      | Houston (3)                                                                                            | Ouest                                                                                                  | 143 | 138 | Est | Chris Paul, Clippers de Los Angeles                                                                    |
| 2014  | Smoothie King Center (2)                                                                               | Nouvelle-Orléans (2)                                                                                   | Est | 163 | 155 | Ouest                                                                                                  | Kyrie Irving, Cavaliers de Cleveland                                                                   |
| 2015  | Madison Square Garden*** (2)-Barclays Center                                                           | New York (5)                                                                                           | Ouest                                                                                                  | 163 | 158 | Est | Russell Westbrook, Thunder d'Oklahoma City                                                             |
| 2016  | Centre Air Canada                                                                                      | Toronto                                                                                                | Ouest                                                                                                  | 196 | 173 | Est | Russell Westbrook (2), Thunder d'Oklahoma City                                                         |
| 2017  | Smoothie King Center (3)                                                                               | Nouvelle Orléans (3)                                                                                   | Ouest                                                                                                  | 192 | 182 | Est | Anthony Davis, Pelicans de La Nouvelle-Orléans                                                         |
| 2018  | Staples Center (3)                                                                                     | Los Angeles (3)                                                                                        | Team LeBron                                                                                            | 148 | 145 | Team Stephen                                                                                           | LeBron James (3), Cavaliers de Cleveland                                                               |
| 2019  | Spectrum Center                                                                                        | Charlotte (2)                                                                                          | Team LeBron                                                                                            | 178 | 164 | Team Giannis                                                                                           | Kevin Durant (2), Warriors de Golden State                                                             |
| 2020  | United Center                                                                                          | Chicago (3)                                                                                            | Team LeBron                                                                                            | 157 | 155 | Team Giannis                                                                                           | Kawhi Leonard, Clippers de Los Angeles                                                                 |
| 2021  | State Farm Arena (2)                                                                                   | Atlanta (3)                                                                                            | Team LeBron                                                                                            | 170 | 150 | Team Durant                                                                                            | Giánnis Antetokoúnmpo, Bucks de Milwaukee                                                              |
| 2022  | Rocket Mortgage FieldHouse (2)                                                                         | Cleveland (2)                                                                                          | Team LeBron                                                                                            | 163 | 160 | Team Durant                                                                                            | Stephen Curry, Warriors de Golden State                                                                |
| 2023  | Vivint Smart Home Arena                                                                                | Salt Lake City (2)                                                                                     | Team Giannis                                                                                           | 184 | 175 | Team LeBron                                                                                            | Jayson Tatum, Celtics de Boston                                                                        |
| 2024  | Bankers Life Fieldhouse                                                                                | Indianapolis (2)                                                                                       | Est | 211 | 186 | Ouest                                                                                                  | Damian Lillard, Bucks de Milwaukee                                                                     |

## Principaux records
LeBron James est le détenteur du nombre de sélections au NBA All-Star Game avec 21 sélections devant les 19 de Kareem Abdul-Jabbar. Ils devancent Shaquille O'Neal, Kevin Garnett, Tim Duncan   avec 15 sélections et quatre joueurs avec 14 sélections :  Michael Jordan, Karl Malone,  Jerry West et Dirk Nowitzki. 
Wilt Chamberlain, Bob Cousy, John Havlicek et Dwyane Wade suivent avec 13 sélections. 
Les joueurs possédant 12 sélections sont : Larry Bird, Elvin Hayes, Magic Johnson, Moses Malone, Hakeem Olajuwon, Oscar Robertson, Bill Russell, Dolph Schayes et Isiah Thomas.
Kobe Bryant, en inscrivant 27 points lors de l'édition 2012 devient le meilleur marqueur de l'histoire du All-Star Game. Il a depuis été battu par LeBron James. Le record de points marqués sur un match est détenu par Jayson Tatum avec ses 55 points lors de l'édition 2023. Tatum détient aussi le record de points inscrits sur une mi-temps, avec 38 lors de la même édition, et celui de points inscrits sur un quart-temps avec 27, record toujours établi en 2023.
Dans la catégorie statistique du rebond, Wilt Chamberlain détient le record en carrière. Le record sur une rencontre est détenu par Bob Pettit, 27 lors de l'édition de 1962.
Magic Johnson est le meilleur passeur en carrière avec 127. il détient également les deux meilleures performances établies sur un match, avec 22 en 1984 et 19 en 1988.
Après l'édition 2017 du All-Star Game, quatre joueurs ont réussi un triple double dans cet événement. Le premier à le réaliser est Michael Jordan lors de l'édition de 1997 où il réalise 14 points, 11 rebonds, 11 passes décisives. En 2011, LeBron James le rejoint avec 29 points, 12 rebonds, 10 passes décisives. L'année suivante, son coéquipier Dwyane Wade réussit 24 points, 10 rebonds, 10 passes décisives. Kevin Durant les imite avec 21 points, 10 rebonds et 10 passes décisives en 27 minutes lors de l'édition 2017.
Lors de l'édition 2021, Giánnis Antetokoúnmpo réalise une performance de 35 points, sans rater un seul tir.
| Points              | Points | Rebonds             | Rebonds | Passes        | Passes | Contres             | Contres | Interceptions  | Interceptions | 3 points      | 3 points |
| Joueur              | Total  | Joueur              | Total   | Joueur        | Total  | Joueur              | Total   | Joueur         | Total         | Joueur        | Total    |
| ------------------- | ------ | ------------------- | ------- | ------------- | ------ | ------------------- | ------- | -------------- | ------------- | ------------- | -------- |
| LeBron James        | 413    | Wilt Chamberlain    | 197     | Chris Paul    | 128    | Kareem Abdul-Jabbar | 31      | Kobe Bryant    | 38            | Stephen Curry | 47       |
| Kobe Bryant         | 290    | Bob Pettit          | 178     | Magic Johnson | 127    | Hakeem Olajuwon     | 23      | Michael Jordan | 37            | LeBron James  | 40       |
| Michael Jordan      | 262    | Kareem Abdul-Jabbar | 149     | LeBron James  | 106    | Shaquille O'Neal    | 19      | Isiah Thomas   | 31            | James Harden  | 39       |
| Kareem Abdul-Jabbar | 251    | Bill Russell        | 139     | Isiah Thomas  | 97     | Patrick Ewing       | 16      | Dwyane Wade    | 27            | Kevin Durant  | 30       |
| Kevin Durant        | 250    | Tim Duncan          | 136     | Bob Cousy     | 86     | David Robinson      | 13      | Chris Paul     | 26            | Paul George   | 28       |

| Records | Total | Joueur           | Année | Records       | Total | Joueur              | Année |
| ------- | ----- | ---------------- | ----- | ------------- | ----- | ------------------- | ----- |
| Points  | 55    | Jayson Tatum     | 2023  | Contres       | 6     | Kareem Abdul-Jabbar | 1980  |
| Points  | 52    | Anthony Davis    | 2017  | Contres       | 5     | Patrick Ewing       | 1990  |
| Points  | 50    | Stephen Curry    | 2022  | Contres       | 5     | Hakeem Olajuwon     | 1994  |
| Rebonds | 27    | Bob Pettit       | 1962  | Interceptions | 8     | Rick Barry          | 1975  |
| Rebonds | 26    | Bob Pettit       | 1958  | Interceptions | 7     | Larry Bird          | 1986  |
| Rebonds | 25    | Wilt Chamberlain | 1960  | Interceptions | 6     | Eddie Johnson       | 1980  |
| Passes  | 22    | Magic Johnson    | 1984  | 3 points      | 16    | Stephen Curry       | 2022  |
| Passes  | 19    | Magic Johnson    | 1988  | 3 points      | 10    | Jayson Tatum        | 2023  |
| Passes  | 17    | John Stockton    | 1989  | 3 points      | 9     | Paul George         | 2016  |